# Sphecodes simlaellus
Sphecodes simlaellus är en biart som beskrevs av Blüthgen 1927. Sphecodes simlaellus ingår i släktet blodbin, och familjen vägbin. Inga underarter finns listade i Catalogue of Life.